# Ralreiger
De ralreiger (Ardeola ralloides) is een vogel uit de familie van de reigers.

## Kenmerken
De ralreiger is een vrij kleine reiger, 40 tot 49 cm lang met een spanwijdte van 71 tot 86 cm. De vogel is als hij zit of staat overwegend geelbruin. De hals is grijs gestreept. In het zomerkleed hebben volwassen ralreigers rode poten en sierveren. In winterkleed zijn de poten geelgroen. Als de vogel opvliegt lijkt hij overwegend wit, want de bovenkant van de uitgeslagen vleugels en de staart zijn wit.

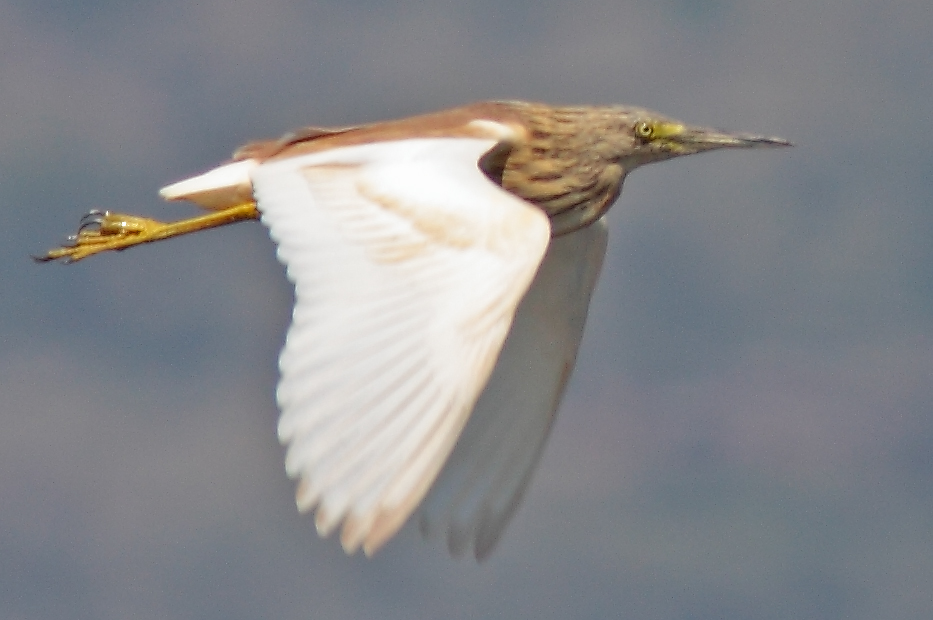
Ralreiger in vlucht

## Verspreidingsgebied
De vogel heeft een vrij groot, maar zeer verbrokkeld verspreidingsgebied in Zuid-Europa, Turkije en het Nabije Oosten tot in het dal van de Nijl. Het is een vogel van drasland zoals rivierdalen, meren, irrigatiekanalen, sloten en rijstvelden maar met een voorkeur voor rijk begroeide zoetwatermoerassen. De vogel broedt in kleine kolonies in bomen en struikgewas in moerasgebieden, vaak samen met andere reigers. De ralreiger is een trekvogel die overwintert in Afrika ten zuiden van de Sahara. In het Nijldal is de vogel standvogel.

### Voorkomen in Nederland
De ralreiger was in de 19de eeuw een broedvogel. Sindsdien is hij een dwaalgast. Er zijn 35 bevestigde waarnemingen gedaan tussen 2000 en 2012.

### Voorkomen in België
De eerste bekende Belgische waarneming van een ralreiger gebeurde in Zoutleeuw in 1905. Tot in de jaren 90 werd hij slechts zelden waargenomen, maar sindsdien is hij bijna elk jaar gespot.

## Status
De ralreiger heeft een groot verspreidingsgebied en daardoor is de kans op de status kwetsbaar (voor uitsterven) klein. De grootte van de populatie is in 2015 geschat op 370-780 duizend vogels, maar de aantallen broedvogels gaan achteruit door aantasting van de leefgebieden. Echter, het tempo ligt onder de 30% in tien jaar (minder dan 3,5% per jaar). Om deze redenen staat de ralreiger als niet bedreigd op de Rode Lijst van de IUCN.

## Afbeeldingen

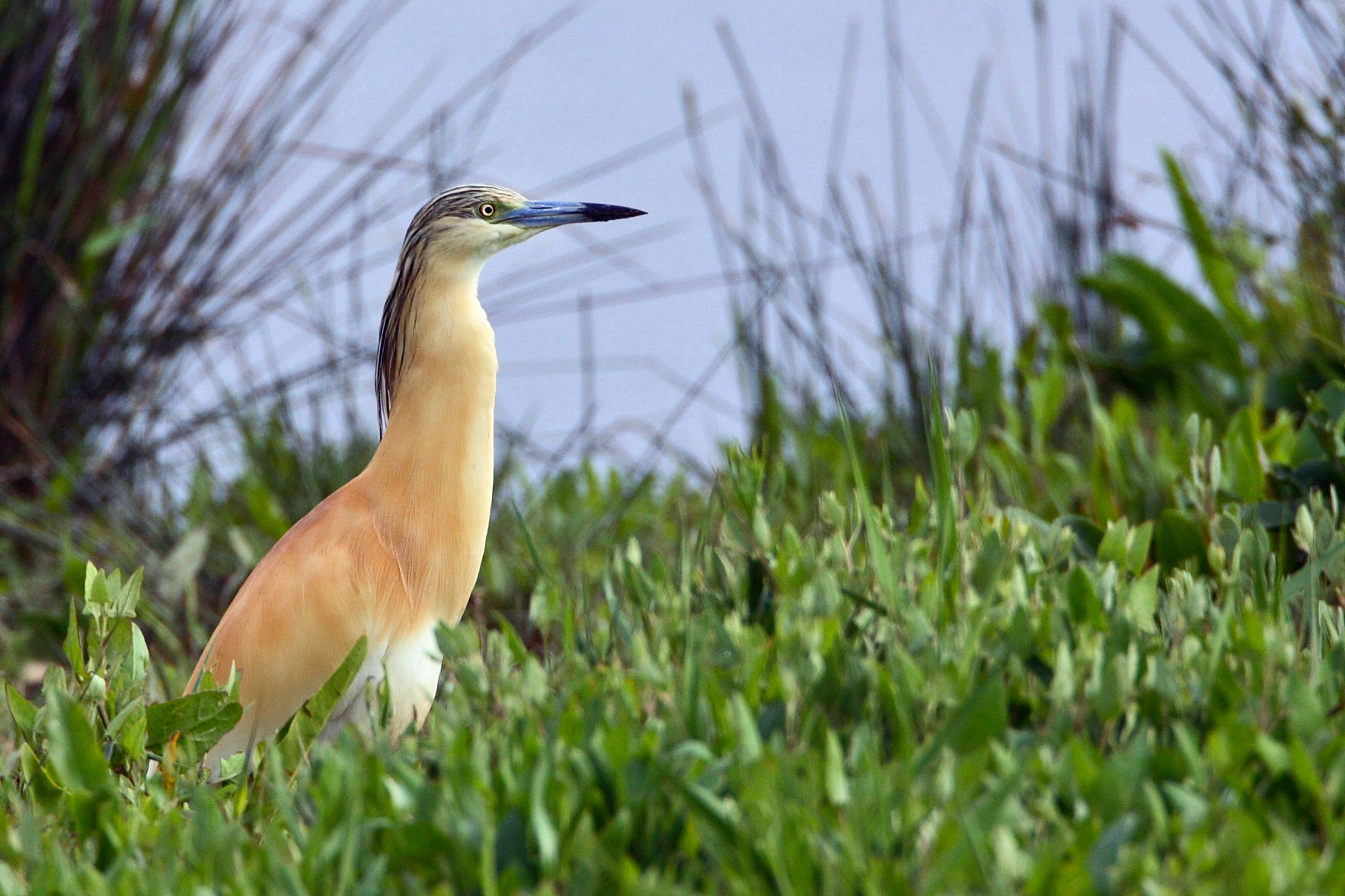
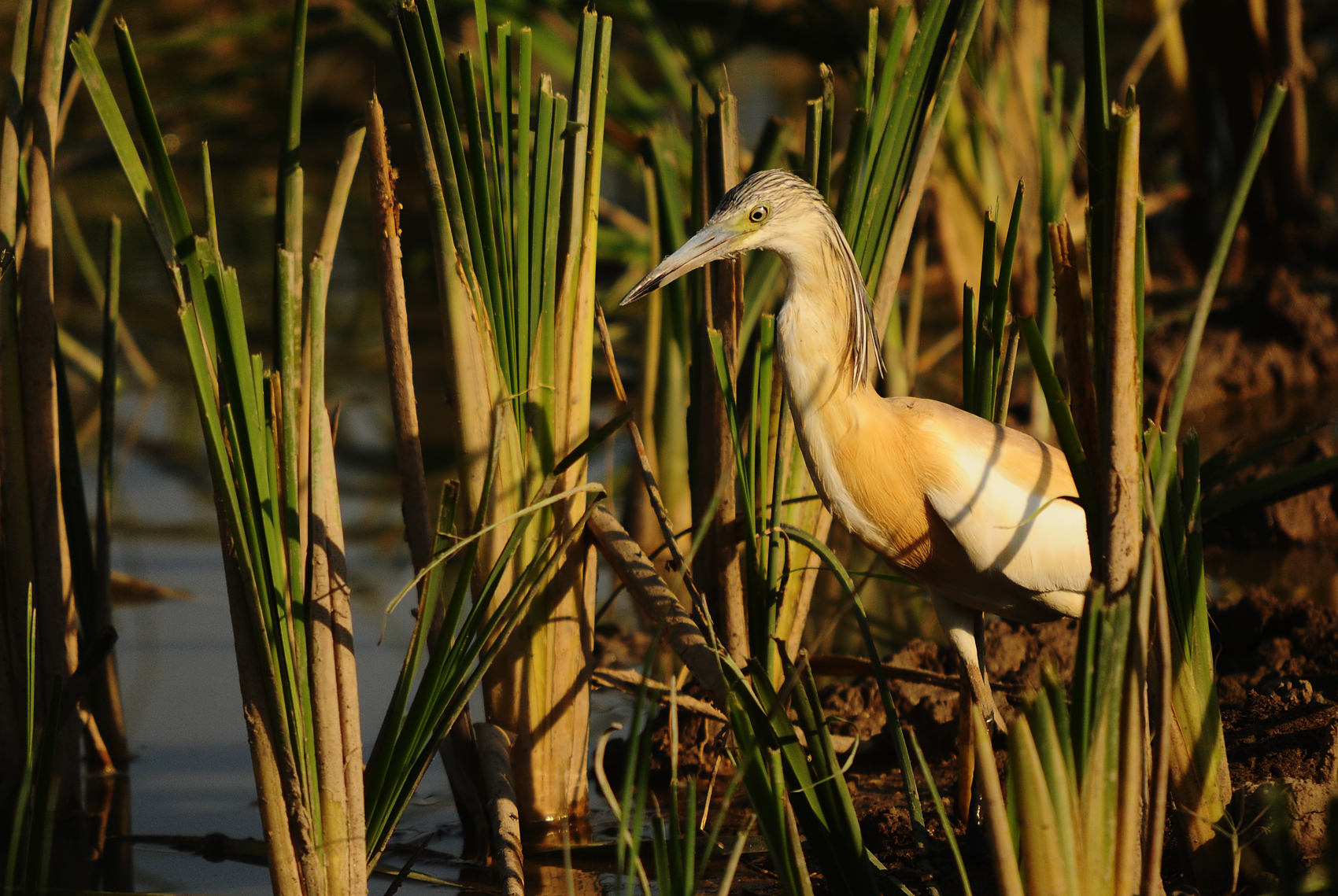
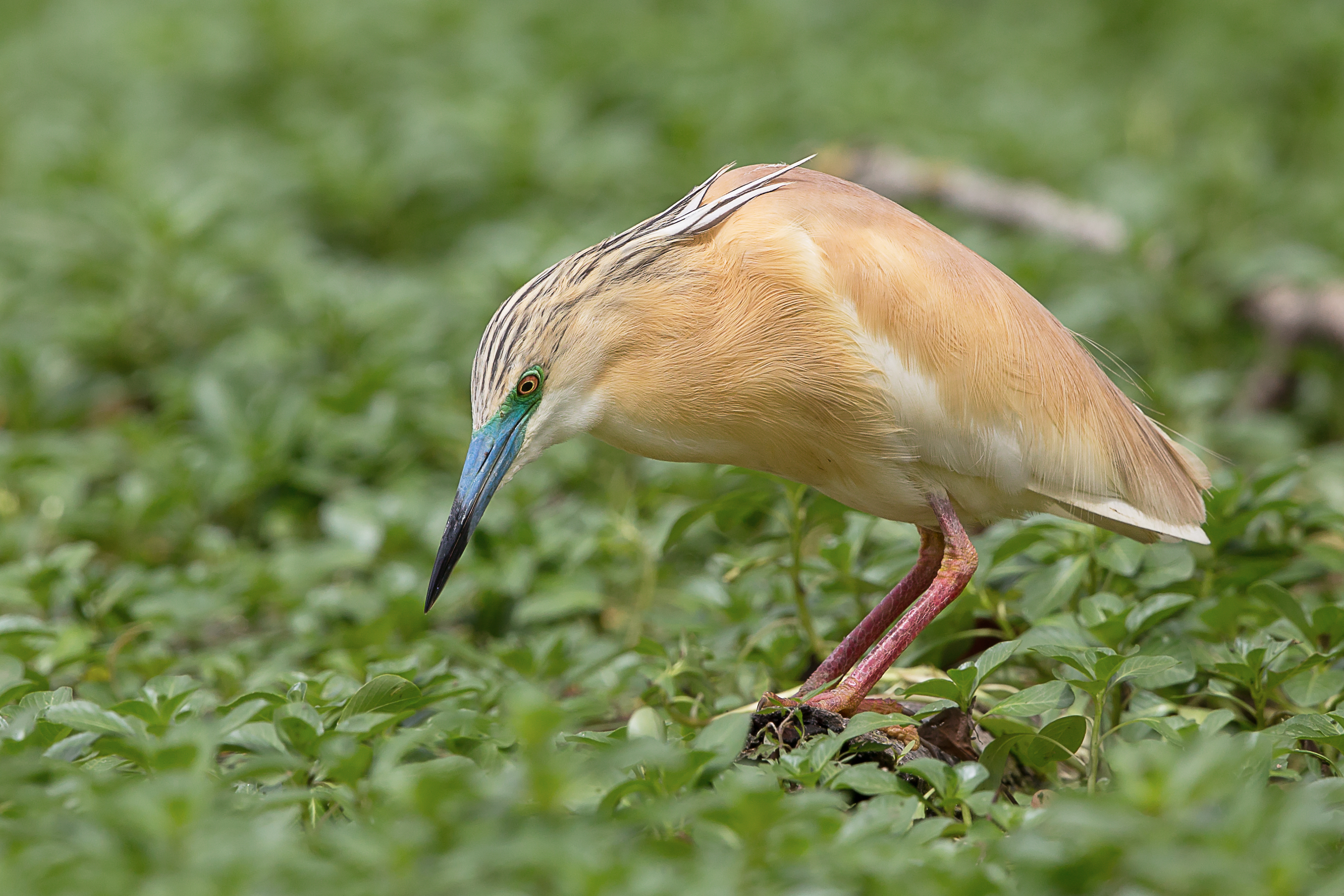
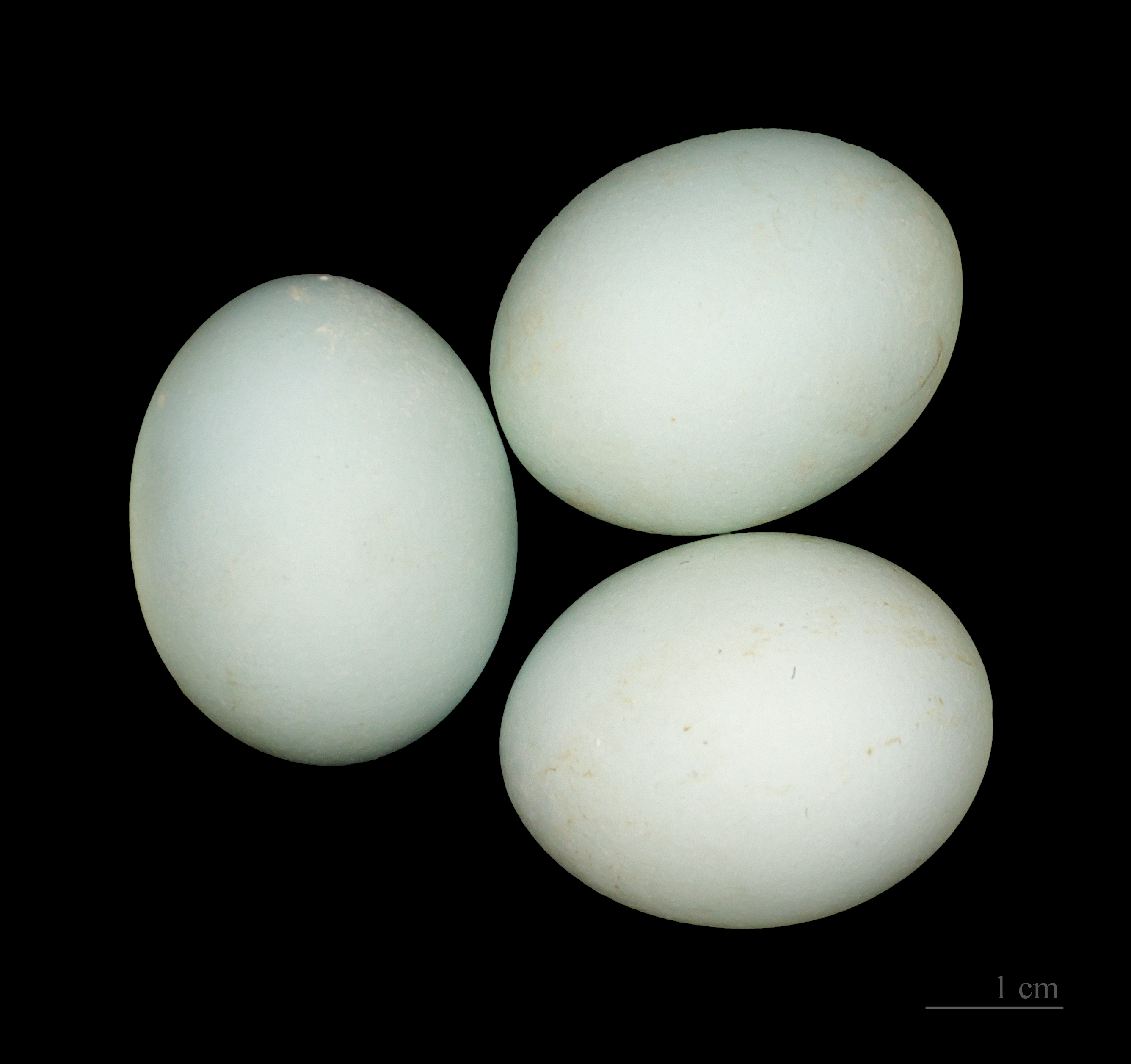
Eieren